# Gran Torre Santiago
Gran Torre Santiago – najwyższy wieżowiec w Chile i Ameryce Południowej, a także najwyższy biurowiec w Ameryce Łacińskiej. Mierzy 300 metrów wysokości. Budynek zaprojektowany został przez argentyńskiego architekta Césara Pelli. Budowa rozpoczęła się w 2006, a zakończyła się w roku 2013. Gran Torre to jedna z czterech wież, które będą znajdować się w kompleksie Costanera Center. W ramach projektu Costanera Center będzie miała koszt 600 milionów dolarów i pomieści ponad 40.000 pomieszczeń, kompleks posiada również centrum handlowe czy 5 piętrowy hotel. Jego powierzchnia użytkowa wynosi 107 125 metrów kwadratowych. Wieża została tak zbudowana, aby mogła wytrzymać trzęsienia ziemi, które w tym rejonie nierzadko się zdarzają.

## Lokalizacja
Gran Torre Santiago znajduje się w dzielnicy Providencia- Las Condes, w Santiago – stolicy Chile. Jest to budynek XXI wieku, zarówno pod względem technicznym jak i estetycznym. Został zaprojektowany przy pomocy nowoczesnych systemów strukturalnych.